# Нгура, Стив
Стив Нгура́ (фр. Steve Ngoura; 22 февраля 2005, Иври-сюр-Сен) — французский футболист, нападающий бельгийского клуба «Серкль Брюгге».

## Клубная карьера
Стив Нгура является воспитанником футбольной академии клуба «Гавр». Он был перспективным игроком академии в Нормандии. И в 2022 году молодого футболиста начали привлекать к матчам первой команды. Свою дебютную игру в основе Нгура провел 6 августа 2022 в Лиге 2 против «Валансьена» (1:0).

## Карьера в сборной
В 2017 году Стив Нгура провел четыре поединка в составе юношеской сборной Франции (U-17).